# Janez Gosar (mlajši)
Janez Gosar, slovenski podobar, * 26. marec 1866, Spodnje Duplje, † (?).

## Življenje in delo
Rodil se je v družini podobarja Janeza Gosarja in gospodinje Marije Gosar rojene Jeglič. Podobarstva se je učil v očetovi delavnici. Skupaj sta opravila več podobarskih del po cerkvah na Gorenjskem. Kasneje je delal sam. Po nesreči, ki ga je doletela v istrskem Barbanu se je naselil v Gorici, kjer je nameraval poleg delavnice ustanoviti tudi šolo za podobarje. V Gorici je ustvarjal predvsem podobe za naročnike iz slovenskega dela goriške dežele. Med drugimi je poslikal: za cerkev v Placuti (it. Piazzutta) je naslikal stropno podobo sv. Družine, za cerkev v Števerjanu dve podobi (sv. Florjan, sv. Uršula), za cerkev v Čepovanu sv. Janeza Krstnika, za cerkev v Kalu nad Kobaridom križev pot, za cerkev v Kobaridu sv. Frančiška, istega svetnika in križev pot je naslikal v Podgori, sv. Roka je narisal za cerkev v Šempasu. Ustvarjal je tudi v Istri. Med drugimi je poslikal frančiškanski samostan v Pazinu. Iz Gorice se je leta 1895 preselil v Celje, kasneje pa v Združene države Amerike.